# 長澤水萌
長澤 水萌（ながさわ みなも、11月24日 - ）は、日本の声優、俳優。東京都出身。アクセルワン所属。
父は声優の置鮎龍太郎。母は声優の永澤菜教。

## 略歴
声優を志すきっかけは父と母が楽しそうに演技をしている姿を見て「私もやってみたい」と思った事も1つになっていると語る。
2024年4月1日付けでアクセルワンに所属。

## 人物
キャッチコピーは「いつも真っ直ぐ一直線!」と語る。
音域はC3 - F5。
特技は口笛（吐く時も吸う時も音を鳴らせる）、ピアノ、テナーサックス。趣味は漫画を読むこと、カラオケ、音楽鑑賞。
パソコン入力スピード認定試験日本語2級を保有している。
名前に関して父の置鮎龍太郎は、字画を見てもらった時、すごく健康な子に育つというからこの名前にしたという。

## 出演

### テレビアニメ
- 地獄先生ぬ〜べ〜 (2025)（2025年、母親[初出 1]、男子[初出 2]）
- クレヨンしんちゃん（2025年、店員B[初出 3]）

### 吹き替え

#### 映画
- トラブル・バスター[9]（2024年）
- クロス・ミッション[10]（2024年）
- 啓示[11]（2025年）
- 皆殺しに手を貸せ[12]（2025年）

#### 海外ドラマ
- ギークガール[13]（2024年）
- トランク[14]（2024年）
- バスターズ ザ・シリーズ[15]（2025年）

#### アニメ
- マーメイド・マジック（2024年、コレリア、海の魔女）[16]

### ボイスコミック
- 守ってあげたい。-西八王子青春ラプソディー-（2024年、守美子）[17]

### 演劇・ミュージカル
2016年
- 5月　演劇制作体V-NET 『ギンノキヲク2』
- 11月　演劇制作体V-NET 『Birthdays』

2017年
- 1月　劇団 演劇らぼ 『キャプテン★浅草』
- 4月　ラビット番長 『誕生』
- 5月　演劇制作体V-NET 『GK最強リーグ戦2017』
- 7月　演劇制作体V-NET 『トノトノトノ』
- 7月　演劇制作体V-NET 『戯作工房 新人戯曲発表会』
- 10月　演劇制作体V-NET 『メデューサの夢』
- 11月　演劇制作体V-NET 『真っ赤な七日間』

2018年
- 1月　WITHYOU 『是非に及ばず』
- 2月　青色有線第５回本公演『私信／来信、ユートピア』
- 3月　しみくれ『溝の花びら』
- 5月　演劇制作体V-NET 『GK最強リーグ戦2018』
- 6月　カプセル兵団 『インドの神の物語〜ヴェーダ聖典、ブラーフマナの神々〜』【声優編】/『ラーマーヤナ叙事詩〜インドの神の物語2〜』【舞台役者編】
- 9月　ラビット番長 『ギンノキヲク(福祉フェスVer.)』
- 11月　演劇制作体V-NET 『虹の人 - アス アサ イヅ 四ジ ジシンアル -』
- 12月　演劇制作体V-NET 『リトルGK～2018～』

2019年
- 2月　WITHYOU 『天満月の猫』
- 3月　演劇制作体V-NET 『戯作工房アトリエ公演 vol.2』
- 5月　演劇制作体V-NET 『GK最強リーグ戦2019』
- 7月　演劇制作体V-NET 『戯作工房アトリエ公演 vol.3』
- 11月　Jungle Bell Theater 『「夜行万葉録」辰&未』

2020年
- 2月　WITHYOU 『尊～1000万ドルの夜景～　東京公演』
- 3月　WITHYOU 『尊～1000万ドルの夜景～　神戸公演』

2021年
- 9月　ラビット番長 『虹の人〜アスアサ四ジ イヅ ジシンアル〜』

2022年
- 8月　カプセル兵団 『舞台「うしおととら」』

### 初出話一覧
1. ↑  第1話初出
2. ↑  第3話初出
3. ↑  第1297話初出